# Gegants de Cassà de la Selva
Els Gegants de Cassà de la Selva són una parella de gegants construïts el 1959 per l'artista olotí Lluís Carbonell; el 1997 se'n feu una còpia exacte al taller de Manel Casserras.
Representen una parella de faraons egipcis, vestits com a tals, amb túniques de Damasc i capes de tela de llana. El gegant, batejat com a Aldric, pesa 45 kg., i la gegantessa, Isaura, 40 kg.; cal destacar que els gegants originals pesaven 80 i 75 quilograms, respectivament.

## Història
La construcció dels gegants es tirà endavant gràcies a aportacions econòmiques populars. Fins i tot, s'explica que el batlle de Cassà, Josep Mª Vidal, va enviar una carta al president de la República d´Egipte, Gamla Abdel Nasser, demanant-li un donatiu simbòlic per als gegants de la seva nissaga. La creació de la nova imatgeria va comptar, entre d'altres, amb el suport de l'historiador garrotxí Miquel Juanola.
La seva estrena fou el 23 de maig de l'any 1959, s´estrenaren els gegants durant la Festa Major del poble, coincidint, també amb la inauguració de la nova xarxa d'aigua corrent a la vila.
El 1997 es va encarregar una còpia exacta dels gegants a Manuel Casserras, aconseguint, entre d'altres, rebaixar el pes a gairebé la meitat.
L'any 2008 es va estrenar la gegantona Issis, que representa la filla de l'Aldric i l'Isaura, fet per Francesc Rossell.